# SM (性風俗)
SM（エスエム）は、サディズム（加虐嗜好）およびマゾヒズム（被虐嗜好）に基づく行為全般、ないし同プレイを含む文化様式（サブカルチャー）群の総称である。加虐被虐性愛（かぎゃくひぎゃくせいあい）とも言う。
「SM」は、加虐嗜好の「サディズム」(sadism) と被虐嗜好の「マゾヒズム」 (masochism) を組み合わせたサドマゾキズム (sadomasochism) の略語。加虐嗜好者のことを「サディスト」(sadist) あるいは単に「S」、被虐嗜好者のことを「マゾヒスト」(masochist) あるいは単に「M」という。なお、「SM」という言葉が一般に定着する前は、「アブチック」「悦虐」「責」「耽奇」などと表現されていた。

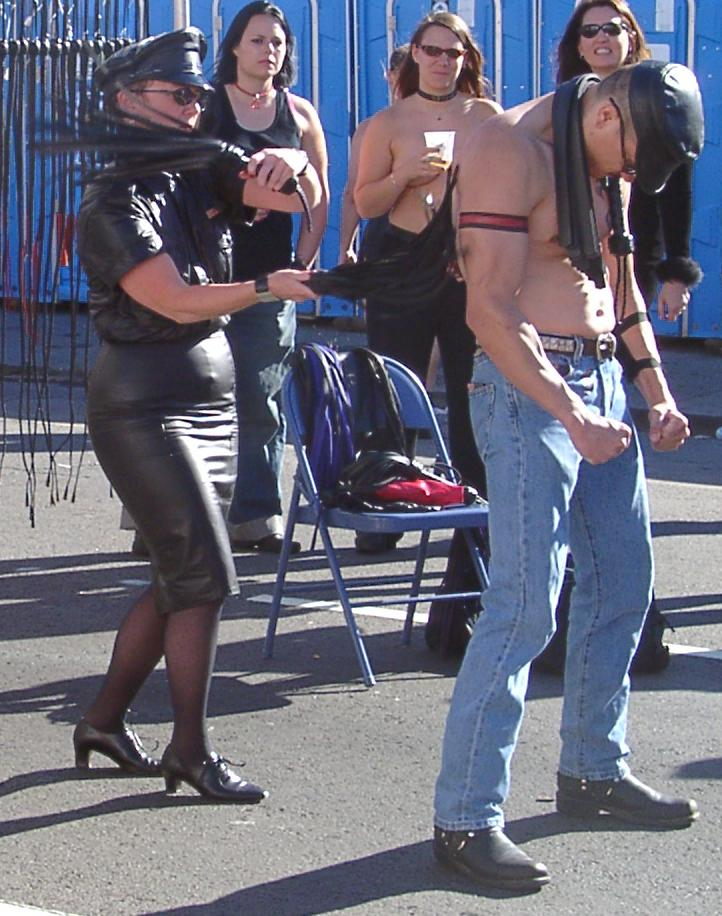
SMプレイ

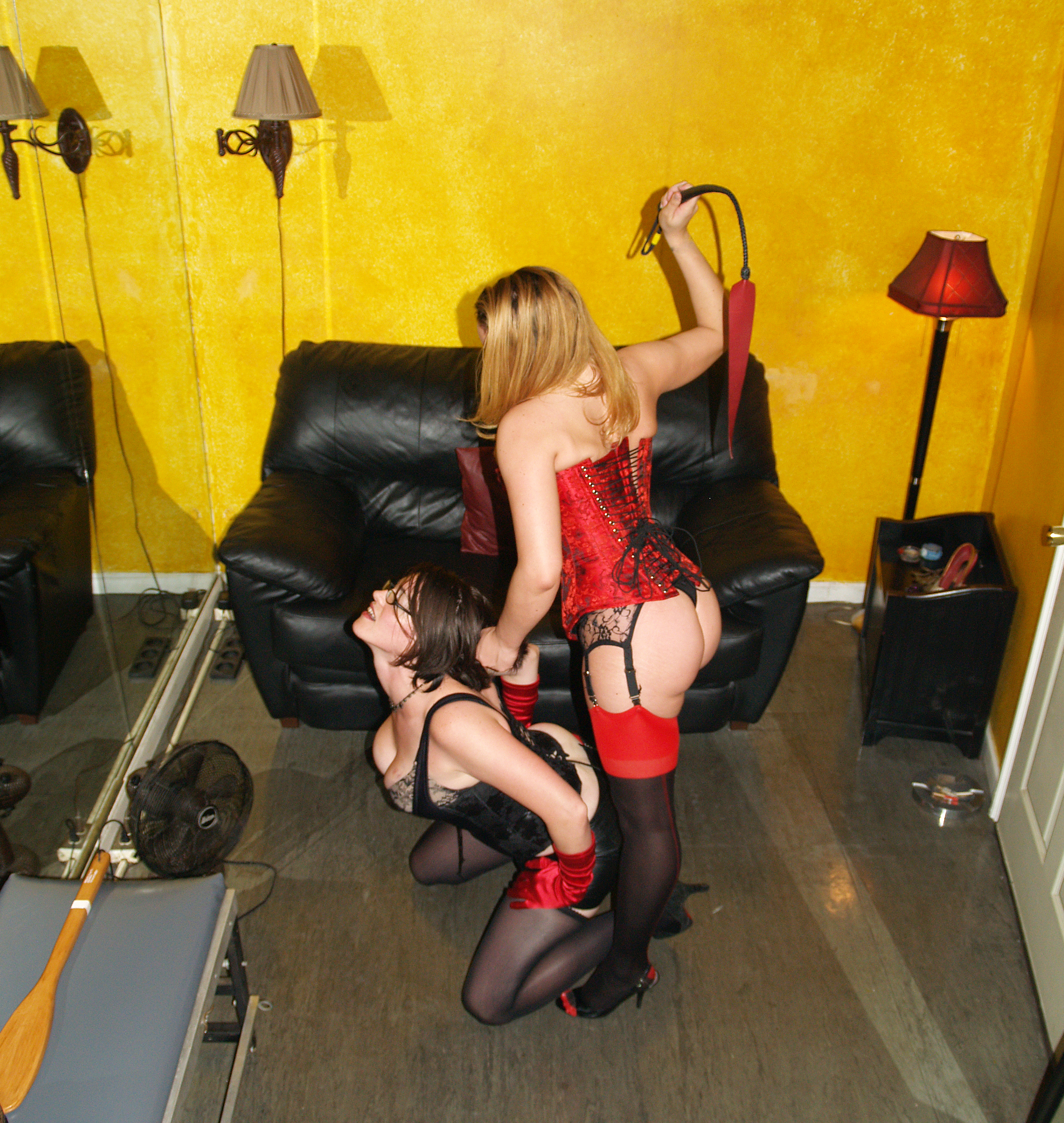
フェムドム

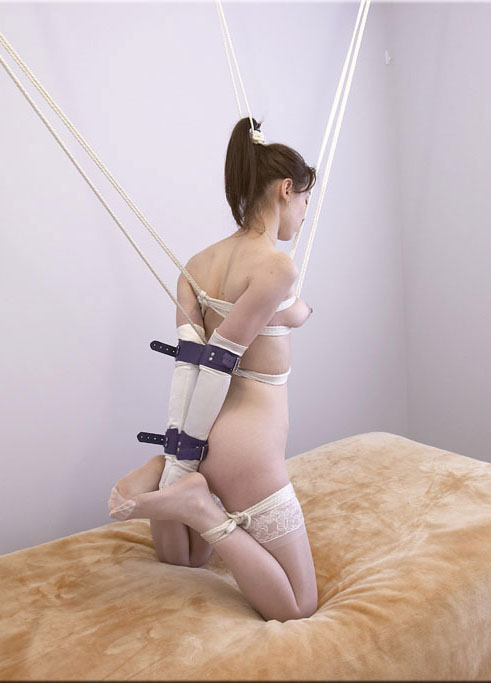
緊縛

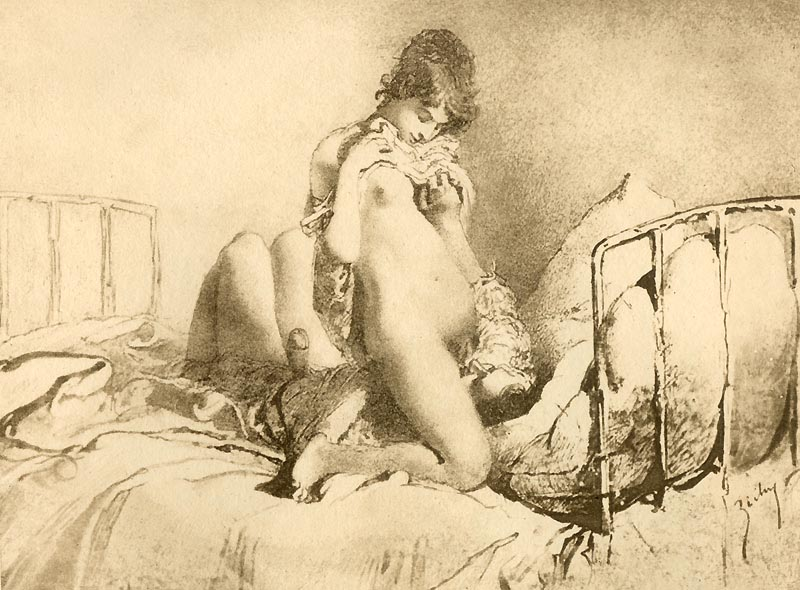
顔面騎乗

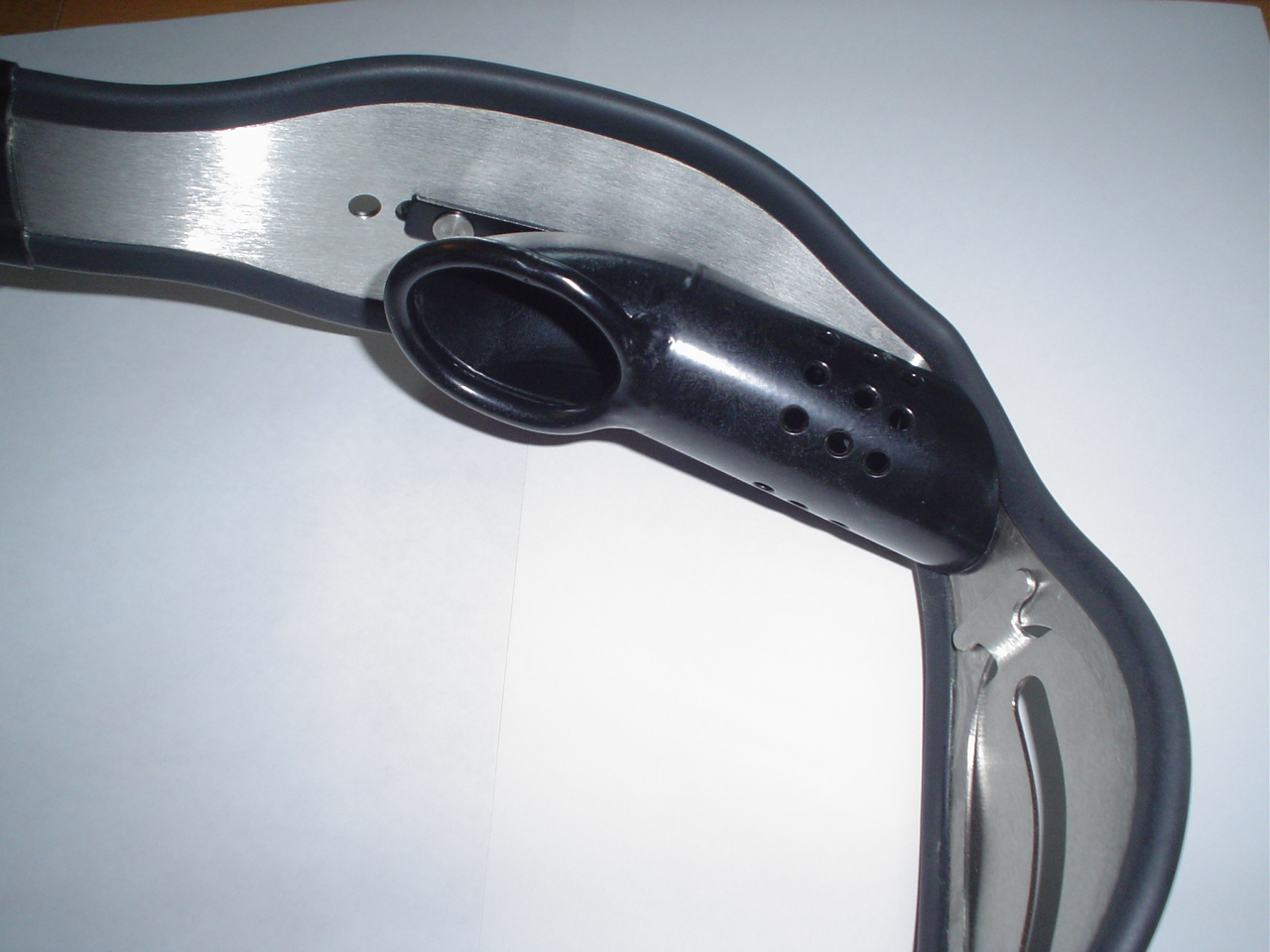
射精管理に使用される男性用貞操帯の内側

## 語源
「サディズム」は、この嗜虐性行為にのめり込んで何度も暴行容疑で投獄されながら、獄中で自身の体験やファンタジーを描写した数々の長編小説を書きつづけ、最期には狂人扱いされてしまった大革命時代（18世紀末から19世紀初頭）のフランス貴族マルキ・ド・サド（サド侯爵）の名に由来する。『悪徳の栄え』や『ソドム百二十日』などは、19世紀中頃から20世紀初頭にかけて、SMを表舞台に引き出すことにつながった。
「マゾヒズム」の方は、精神的肉体的な苦痛に快楽を感じ、情婦との間に自らが彼女の奴隷となりその願望と命令のすべて実現することを誓った契約書まで交わして、やはりそうした自らの体験をもとにした『毛皮を着たヴィーナス』などの小説を発表した19世紀中頃のオーストリアの作家ザッヘル・マゾッホの名に由来する。

## 概要
ボンデージなどといったファッションスタイルも見られる。日本では「緊縛」と呼ばれる縄で縛り付ける行為も見られ、この緊縛にも「緊縛師」と呼ばれる専門家が存在する。「ソフトSM」と呼ばれる行為では「手を（軽く）縛る」や「目隠しをする」といったプレイも見られる。
なお性的サディズムの傾向はドメスティックバイオレンス（DV：配偶者からの暴力）という状況も発生させうるが、いわゆる性風俗におけるSMでは双方同意のうえで「叩いたり、叩かれたり」といった行為が行われ、また深刻な負傷を発生させないよう抑制された暴力または工夫された擬似的暴力であるといった相違がある。その一方で、「ハードSM」と呼ばれるものでは「鞭打ち」や「ロウソク責め」、性器ピアスを取り付けるなどのプレイの分野もある。
SMは原則としては性的ロールプレイのうち、支配者と被支配者に役割を分けて行われる性行為に分類され、ロールプレイのスタイルにより本項で扱われるS&MのほかにB&D(拘束と支配 Bondage & Dominance、又は訓練 Discipline)や、D&S(支配と服従 Dominance & Submission)などに細別されるが、どのプレイスタイルにおいても本項におけるSの立場の人間はトップ、Mの立場の人間はボトムとして総称される。
精神医学においては一定の条件を満たす場合のみ、精神疾患の性的倒錯（パラフィリア）として診断される場合がある。

## 行為
SMは主人の役割を演じる者（トップ）と奴隷の役割を演じる者（ボトム）に分かれて、互いの積極的な合意のもとに行う性行為である。

### セーフワード
あくまでもSMはトップとボトムの間に信頼関係を前提としているロールプレイである。ボトムはプレイ中にトップの気分を高揚させる目的で「痛い」「やめて」などの悲鳴を発することが多い。しかしプレイ中、ボトムに心身の異常が発生した場合には中断の意思をトップに伝える必要がある。生命に関わる事故を未然に防ぐ為、セーフワードと呼ばれる合言葉をプレイ前に設定しておくことが推奨されている。
また、セーフワードは稀にトップがボトムに対して用いるケースもある。責めに対するボトムの異常な反応に対してどう対処してよいかわからない場合や、プレイが長時間に及び責める体力や気力が尽きた場合などにトップ側からプレイを中断する目的でも使用される。
セーフワードは欧米圏では「Yellow」と「Red」の二つの単語が用いられることが多く、前者は「少しきついので責めを弱くしてほしいが、プレイは続行してもよい」、後者は「異常事態なので直ちに中断してほしい」という意味で解釈される。また、世界的な共通事項として「セーフワード」という単語を叫ぶことは、それ自体がセーフワードとしての効力を有するとされる。セーフワードはトップとボトムの合意事項でどのような単語を定めてもよいため、プレイの誤認を防ぐ目的で、その時のプレイ内容とは何ら関係のない単語を設定することも行われる。
プレイ内容により、猿轡を用いるなどしてボトム側が言語能力を制限されている場合には、首を横に何度も振る、タップアウトする、SOSなどの規則的な叫びを何度も発するなどの方法が用いられる場合があり、拘束具や緊縛プレイなどで身体的なジェスチャーが困難な場合には、予めボトムの手にハンカチなどを握らせておき、ボトムの手からハンカチが落ちた場合には何らかの異常事態が発生したと判断する方法もある。どのような方法を用いる場合でも、トップがボトムのセーフワードを認知した場合には、直ちに全てのプレイを中断すること、ボトムがトップのセーフワードを認知した場合にはプレイの中断を果断なく受け入れることが、SMにおける最低限のルールであり、これを承知しないパートナーとはプレイを行うことは望ましくないとされている。
セーフワードはSMにおける最後の安全装置の役割を果たす為、それを設定することによりプレイがつまらなくなるかもしれないという懸念がある一方で、パートナー同士の互いの限界を見極める鍵となる要素にもなる為、パートナー同士がより高度なプレイに発展する為には、ボトムがセーフワードを使うまで容赦なく責めを強化してもよいと解釈しうる場合もある。また、パートナー同士が極めて高い信頼関係と深い経験を有する場合には、敢えてセーフワードを設定せずプレイに及ぶエッジプレイと呼ばれるスタイルを敢行する場合もある。

## SMの問題点
SMプレイは基本的に、行為ないし結果について同意がある限りは、「被害者の同意」として、違法性阻却事由ないし構成要件該当性阻却事由となり、罪には問われない。しかし、相手を殺してしまった場合においては嘱託殺人罪に問われる可能性がある
また、SM行為そのものは相手から要求されたものであっても、相手を殺しかねないと認識した上で過度な行為に及び、最終的に相手を死なせた場合は殺人罪が適用される可能性がある。
オーストリアで、売春の男性客に依頼された「SM行為」をした結果、男性が死亡した事件が2015年に発生しており、依頼に応じた女性に有罪判決が下った。この女性には執行猶予付きの禁錮2年が言い渡されている。